# Blitzortung.org

Animierte Karte einer Gewitterfront über Mitteleuropa am 16. August 2020 auf Grundlage der Daten von Blitzortung.org

Blitzortung.org ist eine seit 2005 tätige Interessengemeinschaft von Privatpersonen, die ein weltweites Netzwerk von VLF-Empfängern betreibt. Diese Empfänger dienen dazu, basierend auf Laufzeitmessungen der empfangenen Signale, den Einschlagort von Blitzen zu bestimmen. Bürgerwissenschaftler, zum Teil von professionellen Wissenschaftlern unterstützt, betreiben 1797 aktive Stationen in 83 Ländern und arbeiten ausschließlich nichtkommerziell. Die einzige Gegenleistung, die die Teilnehmer erhalten, ist freier Zugang zu den Rohdaten aller Stationen. Die Daten werden von verschiedenen Websites mit Methoden der Geoinformatik aufbereitet und im Internet als Kartendarstellung zur Verfügung gestellt.

## Ziele
Ziel von Blitzortung.org ist die weltweite Blitzortung mit vielen preiswerten Empfangsstationen. Eine solche Station kostet nach Angaben der Website maximal 300 Euro im Selbstbau.
Laut Eigendarstellung richtet sich die Interessengemeinschaft „in erster Linie an Privatpersonen mit Interesse an Wetterkunde und Kompetenzen im Bereich Elektro- und Computertechnik.“ Es existiert keine formale Organisation dahinter, es gibt keine Verträge und es werden keine Gebühren oder Beiträge erhoben. Die Arbeit dient nur der persönlichen Erbauung und ist ein reines Hobby.

## Aufbau der Messstationen

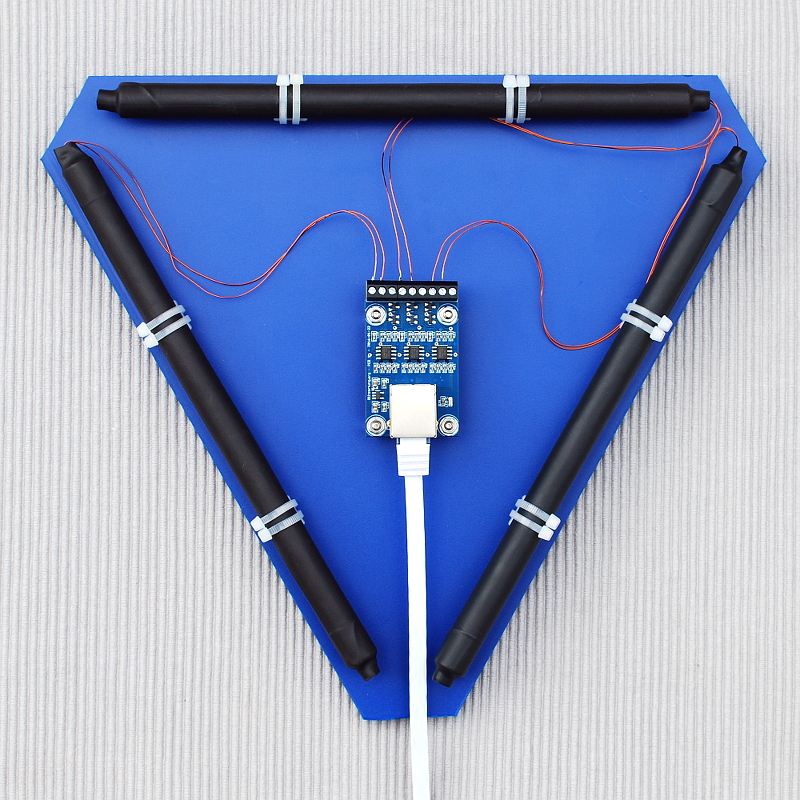
Magnetantenne aus drei Ferritstabantennen

Die Messstationen existieren in unterschiedlichen Ausbaustufen und Entwicklungsständen (s. Tabelle unten). Eine gemeinschaftlich entwickelte Empfängerelektronik dient als Basis für den Aufbau einer eigenen Station. Das System ist modular und kann nach individuellen Bedürfnissen und Möglichkeiten ausgestattet werden. So besteht die Wahl zwischen einer Stabantenne, die das elektrische Feld erfasst, und/oder einer Magnetantenne. die das H-Feld erfasst. Die elektrische Antenne erlaubt keine Richtungsinformation, die Magnetantenne besteht aus zwei oder drei orthogonalen Spulen oder auch aus Ferritstabantennen, die eine Aussage über die Orientierung des magnetischen Feldes erlauben. Zur besseren Störunterdrückung können die Stationen auch mit digitalen Filtern ausgestattet werden.
| Datum | Bezeichnung  | Version    | Beschreibung                                                 |
| ----- | ------------ | ---------- | ------------------------------------------------------------ |
| 2011  | System Green | PCB 6.6    | RS-232-Schnittstelle                                         |
| 2012  | System Green | PCB 6.8usb | USB-Schnittstelle                                            |
| 2013  | System Red   | PCB 10.x   | 32-bit ARM Cortex-M4F, stand-alone operation, GPS integriert |
| 2016  | System Blue  | PCB 19.4   | Ähnlich System Red, aber SMD-Technologie                     |
| 2018  | System Blue  | PCB 19.5   | Neues GNSS Modul                                             |
| 2024  | System Mini  | PCB 22.2   | Auf zwei H-Feld Kanäle reduziertes System Blue               |

## Ortungsverfahren

Antennensignal eines Blitzeinschlages über eine Millisekunde. Der Einschlag wurde bei t=500 µs registriert

Beispiel für die Standortbestimmung eines Schiffes mittels Hyperbelnavigation

Die Stationen digitalisieren fortlaufend die Niederfrequenzsignale der Antennen im Bereich von 3 000 bis 30 000 Hz mit einer Abtastrate von über 500 kHz. Die Blitze erzeugen in diesem Frequenzbereich besonders deutliche Signalausschläge, die im Funkverkehr zu atmosphärische Störungen führen und allgemein auch mit einem herkömmlichen AM-Radio im Lang- und Mittelwellenrundfunk als Knackgeräusche wahrgenommen werden können.
Parallel dazu wird ein GPS-Signal empfangen und ausgewertet. Dieses dient der genauen Ortsbestimmung der jeweiligen Empfangsstation und liefert zugleich eine hochpräzise, gemeinsame Zeitbasis.
Das Verfahren von Blitzortung.org basiert auf dem Time of Arrival (ToA)-Prinzip.
Wird ein Blitzsignal erkannt, wird es zur Auswertung an einen zentralen Server gesendet. Treffen innerhalb eines kurzen Zeitfensters mindestens drei Blitzsignale verschiedener Stationen beim Server ein, kann dieser aus den Ankunftszeiten der Signale die Entfernung zum jeweiligen Empfänger bestimmen. Bildlich gesprochen zeichnet der Server um je zwei der Empfänger eine Hyperbellinie, die sich aus der Laufzeit der Signale um jede Station berechnen lässt. Das Signal des dritten Empfängers wird als Zeitreferenz für die Berechnung verwendet. Wo sich die Hyperbeln schneiden, liegt die Einschlagstelle. Dieses Verfahren wird in der Vermessungstechnik allgemein als Multilateration bezeichnet, wobei die hier angewandte Hyperbelortung einen Sonderfall davon darstellt, bei dem die Punkte gleicher Zeitdifferenz in der Ebene auf Hyperbellinien liegen. In der Regel sind deutlich mehr als drei Empfänger beteiligt, wodurch die Genauigkeit verbessert wird.
Aufgrund der großen Reichweite der Signale, die in wenigen Kilometern – bei sogenannten Sprites in bis zu 100 Kilometer – Höhe entstehen, kann mit einem relativ dünnen Stationsnetz eine große Abdeckung erreicht werden. Je näher sich die Stationen am Einschlagort befinden und je mehr Stationen das Signal auffangen, umso genauer ist die Lokalisierung.

## Rezeption in den Medien
Die Erkenntnisse, Daten und Karten von Blitzortung.org finden in deutschen und internationalen Medien immer wieder Aufmerksamkeit. Im März 2015 berichtete die Sendung „alle wetter!“ im Hessischen Rundfunk über das Netzwerk und die Hintergründe. Die britische Technikjournalistin Kate Russel berichtete über eine Android-App, die die Daten von Blitzortung.org auf Mobilgeräten darstellt. In einem BBC-News-Bericht vom 8. August 2016 wurde eine Karte von Blitzortung.org im Zusammenhang mit den gehäuft auftretenden Unwettern zu dieser Zeit als Quelle benutzt.
Blitzortung.org wurde in einem Bericht des britischen Daily Express vom 14. August 2020 als Quelle für Blitzeinschlagdaten genannt. Die Daten des Netzwerks halfen 2020 bei der Suche nach den Ausgangsorten des Gospers-Mountain-Buschfeuers und Mega-Blazes in New South Wales in Australien.

## Andere Blitzortungsnetzwerke
Es gibt etliche weitere Netzwerke zur Blitzortung, die meist kommerziell betrieben werden:
- ALDIS Austrian Lightning Detection & Information System[18]
- BLIDS von der Siemens AG
- EUCLID European Cooperation for Lightning Detection
- NALDN North American Lightning Detection Network
- Tropical Rainfall Measuring Mission (Satellitengestützt)